# 内山昭一
内山 昭一（うちやま しょういち、1950年〈昭和25年〉- ）は日本の昆虫料理研究家。

## 来歴
長野県長野市生まれ。昆虫料理研究家、NPO法人昆虫食普及ネットワーク理事長、NPO法人食用昆虫科学研究会理事。
幼少より昆虫食に親しむ。1998年に東京多摩動物公園で開かれた食用昆虫展で、世界ではいまでも多くの昆虫が食べられているのを知って開眼。翌99年秋、河原で採って揚げて食べたトノサマバッタの衝撃の美味しさに感動、人生の転機となる。
昆虫の味や食感、栄養をはじめ、あらゆる角度から食材としての可能性を追究。好きな（美味しい）昆虫はカミキリムシ、スズメバチ、セミ、モンクロシャチホコ、タイワンタガメ、トノサマバッタ、ほか多数。テレビ、ラジオ、雑誌、新聞、インターネットなどあらゆるメディアで昆虫食の普及・啓蒙に努めている。東京都日野市在住。

## 著書
- 『楽しい昆虫料理』（ビジネス社、2008）
- 『昆虫食入門』（平凡社新書、2012）
- 『人生が変わる！特選昆虫料理50』［共著：木谷美咲］（山と渓谷社、2014）
- 『食の常識革命！　昆虫を食べてわかったこと』（サイゾー、2015）
- 『昆虫は美味い！』（新潮新書、2019）
- 『新装版　楽しい昆虫料理』（ビジネス社、2021）

### 監修
- 『食べられる虫ハンドブック』（自由国民社、2013）
- 『世界をすくう虫のすべて』（文研出版、2020）
- 『めちゃうま！？昆虫食事典』（大泉書店、2022）

### 共著論文
- 「昆虫食・昆虫料理をめぐる心理的要因の検討に向けて」（法政大学文学部紀要）など